# Canton de la Chapelle-sur-Erdre
Le canton de la Chapelle-sur-Erdre est une circonscription électorale française, située dans le département de la Loire-Atlantique (région Pays de la Loire).
À la suite du redécoupage cantonal de 2014, les limites territoriales du canton sont remaniées. Le nombre de communes du canton passe de 4 à 6.

## Histoire
- De 1833 à 1848, les cantons de Carquefou et de La Chapelle-sur-Erdre avaient le même conseiller général. Le nombre de conseillers généraux était limité à 30 par département[5].

- Par décret du 25 février 2014, le nombre de cantons du département est divisé par deux, avec mise en application aux élections départementales de mars 2015. Le canton de la Chapelle-sur-Erdre est conservé et s'agrandit. Il passe de 4 à 6 communes[4].

- Le 1er janvier 2017, l'arrondissement de Châteaubriant et l'arrondissement d'Ancenis fusionnent pour créer le nouveau arrondissement de Châteaubriant-Ancenis ; quatre communes du canton qui étaient situées dans l'arrondissement de Nantes sont rattachées au nouveau arrondissement pour avoir une cohérence avec la communauté de communes d'Erdre et Gesvres. Seule La Chapelle-sur-Erdre qui est membre de Nantes Métropole reste dans l'arrondissement de Nantes .

## Représentation

### Conseillers d'arrondissement (de 1833 à 1940)
| Période                                  | Période | Identité                                   | Étiquette          | Qualité |
| ---------------------------------------- | ------- | ------------------------------------------ | ------------------ | --- |
| 1833                                     | 1845    | Jean Basile Chesnard de Sorbay (1778-1861) |                    | Ancien chef de bureau (commis de la Marine), propriétaire à La Chapelle-sur-Erdre                                        |
|                                          |         |                                            |                    | |
| 1904                                     |         | M. Vincent                                 | Conservateur       | Propriétaire Quai des Tanneurs à La Chapelle-sur-Erdre                                                                   |
|                                          |         |                                            |                    | |
| 1919                                     |         | Hippolyte Monnier                          |                    | Maire de Grandchamp-des-Fontaines                                                                                        |
|                                          |         |                                            |                    | |
| 1934                                     | 1940    | Horace Savelli                             | Union républicaine | Ingénieur agronome, officier des Eaux et Forêts, propriétaire du château de la Gascherie, maire de La Chapelle-sur-Erdre |
| 1940                                     |         |                                            |                    | Les conseils d'arrondissement ont été suspendus par la loi du 12 octobre 1940 et n'ont jamais été réactivés              |
| Les données manquantes sont à compléter. |         |                                            |                    | |

### Conseillers généraux de 1833 à 2015
| Période | Période      | Identité                                                | Étiquette              | Qualité |
| ------- | ------------ | ------------------------------------------------------- | ---------------------- | --- |
| 1833    | 1839         | André Julien Linsens de Lépinay                         |                        | Propriétaire à Nantes et à Carquefou |
| 1839    | 1848         | Ernest Poictevin de La Rochette                         | Droite légitimiste     | Propriétaire agricole Propriétaire du château de Monchoix à Assérac Député (1848-1851 et 1871-1876)- Sénateur (1875-1876)                                                                         |
| 1848    | 1870         | Anselme Fleury                                          | Majorité dynastique    | Négociant Maire de La Chapelle-sur-Erdre Député (1852-1870) |
| 1871    | 1874 (décès) | Comte Rogatien Louis Olivier de Sesmaisons              | Légitimiste            | Officier, propriétaire du château de la Desnerie Président du Conseil général Député (1848-1851)                                                                                                  |
| 1874    | 1882         | Gustave Guillet de La Brosse (1843-1906)                | Droite                 | Propriétaire du château de L'Hôpitau à La Chapelle-sur-Erdre |
| 1882    | 1896 (décès) | Édouard de Cazenove de Pradines                         | Droite Royaliste       | Député de Lot-et-Garonne (1871-1876) Député de Loire-Inférieure (1884-1896) Maire de Grandchamp-des-Fontaines                                                                                     |
| 1896    | 1904 (décès) | Louis-Hippolyte Thibeaud-Nicollière                     | Droite Royaliste       | Avocat, bâtonnier à Nantes Ancien Président de la Jeunesse royaliste de Nantes |
| 1904    | 1920 (décès) | Marquis Donatien de Sesmaisons                          | Conservateur           | Officier |
| 1920    | 1922 (décès) | Rogatien Levesque                                       | Conservateur           | Maire de La Chapelle-sur-Erdre (1912-1922) |
| 1922    | 1940         | Marquis Olivier de Sesmaisons (fils de D.de Sesmaisons) | Conservateur           | Propriétaire terrien et exploitant agricole Maire de La Chapelle-sur-Erdre (1932-1945) Président du Conseil général Propriétaire du château de la Desnerie Nommé conseiller départemental en 1943 |
|         |              |                                                         |                        | |
| 1945    | 1967 (décès) | Olivier de Sesmaisons                                   | RPF puis DVD           | Ancien maire de La Chapelle-sur-Erdre Député (1945-1967) |
| 1967    | 2001         | Donatien de Sesmaisons (fils du précédent)              | RI puis UDF-PR puis DL | Ingénieur des Eaux et Forêts, propriétaire du château de la Desnerie Maire de La Chapelle-sur-Erdre de 1971 à 1989                                                                                |
| 2001    | 2015         | Hervé Bocher                                            | PS                     | Fonctionnaire Conseiller municipal de La Chapelle-sur-Erdre (1983-2008) Vice-président du Conseil général                                                                                         |

### Conseillers départementaux à partir de 2015
| Période élective | Période élective | Mandat | Mandat   | Identité      | Nuance | Nuance | Qualité                                                     |
| ---------------- | ---------------- | ------ | -------- | ------------- | ------ | ------ | ----------------------------------------------------------- |
| 2015             | 2021             | 2015   | 2021     | Elisa Drion   |        | DVD    | Chef d'entreprise, ancienne adjointe au maire de Treillères |
| 2015             | 2021             | 2015   | 2021     | Erwan Bouvais |        | DVD    | Professeur, conseiller municipal de La Chapelle-sur-Erdre   |
| 2021             | 2028             | 2021   | en cours | Erwan Bouvais |        | DVD    | Conseiller sortant                                          |
| 2021             | 2028             | 2021   | en cours | Élisa Drion   |        | DVD    | Conseillère sortante                                        |

### Résultats détaillés

#### Élections de mars 2015
À l'issue du 1er tour des élections départementales de 2015, deux binômes sont en ballottage : Erwan Bouvais et Elisa Drion (Union de la Droite, 33,32 %) et Christine Chevalier et Claude Lefort (DVG, 26,02 %). Le taux de participation est de 51,88 % (19 643 votants sur 37 862 inscrits) contre 50,7 % au niveau départemental et 50,17 % au niveau national.
Au second tour, Erwan Bouvais et Elisa Drion (Union de la Droite) sont élus avec 53,22 % des suffrages exprimés et un taux de participation de 51,34 % (9 597 voix pour 19 437 votants et 37 862 inscrits).

#### Élections de juin 2021
Le premier tour des élections départementales de 2021 est marqué par un très faible taux de participation (33,26 % au niveau national). Dans le canton de la Chapelle-sur-Erdre, ce taux de participation est de 33,3 % (13 840 votants sur 41 558 inscrits) contre 31,09 % au niveau départemental. À l'issue de ce premier tour, deux binômes sont en ballottage : Nathalie Leblanc et Franck Mousset (Union à gauche avec des écologistes, 46,71 %) et Erwan Bouvais et Élisa Drion (DVD, 44,13 %).
Le second tour des élections est marqué une nouvelle fois par une abstention massive équivalente au premier tour. Les taux de participation sont de 34,36 % au niveau national, 32,4 % dans le département et 35,51 % dans le canton de la Chapelle-sur-Erdre. Erwan Bouvais et Élisa Drion (DVD) sont élus avec 51,59 % des suffrages exprimés (7 367 voix pour 14 757 votants et 41 560 inscrits),,. 

## Composition

### Composition avant 2015

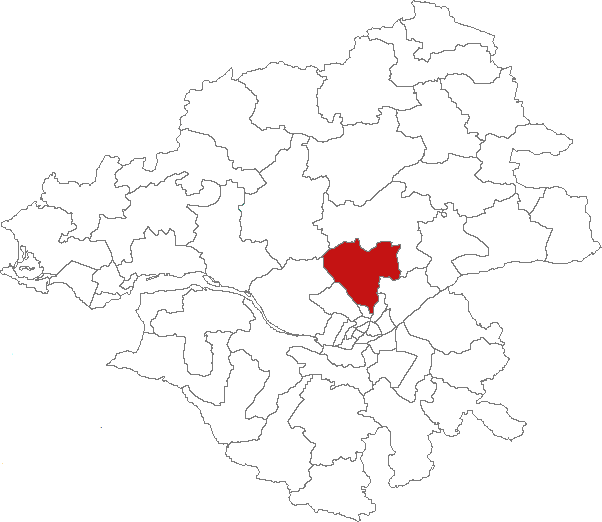
Situation du canton de la Chapelle-sur-Erdre dans le département de la Loire-Atlantique avant 2015.

Le canton regroupait quatre communes.
| Nom                               | Code Insee | Codepostal | Superficie (km2) | Population (dernière pop. légale) | Densité (hab./km2) |
| --------------------------------- | ---------- | ---------- | ---------------- | --------------------------------- | ------------------ |
| La Chapelle-sur-Erdre (chef-lieu) | 44035      | 44240      | 33,42            | 17 709 (2012)                     | 530                |
| Grandchamp-des-Fontaines          | 44066      | 44119      | 33,87            | 5 156 (2012)                      | 152                |
| Sucé-sur-Erdre                    | 44201      | 44240      | 41,33            | 6 473 (2012)                      | 157                |
| Treillières                       | 44209      | 44119      | 29,05            | 8 136 (2012)                      | 280                |

### Composition depuis 2015
Le canton de la Chapelle-sur-Erdre comprend six communes entières.
| Nom                                           | Code Insee | Intercommunalité      | Superficie (km2) | Population (dernière pop. légale) | Densité (hab./km2) | Modifier                                    |
| --------------------------------------------- | ---------- | --------------------- | ---------------- | --------------------------------- | ------------------ | ------------------------------------------- |
| La Chapelle-sur-Erdre (bureau centralisateur) | 44035      | Nantes Métropole      | 33,42            | 20 483 (2022)                     | 613                | modifier les données · modifier les données |
| Fay-de-Bretagne                               | 44056      | CC d'Erdre et Gesvres | 64,81            | 3 852 (2022)                      | 59                 | modifier les données · modifier les données |
| Grandchamp-des-Fontaines                      | 44066      | CC d'Erdre et Gesvres | 33,87            | 6 910 (2022)                      | 204                | modifier les données · modifier les données |
| Sucé-sur-Erdre                                | 44201      | CC d'Erdre et Gesvres | 41,33            | 7 457 (2022)                      | 180                | modifier les données · modifier les données |
| Treillières                                   | 44209      | CC d'Erdre et Gesvres | 29,05            | 10 414 (2022)                     | 358                | modifier les données · modifier les données |
| Vigneux-de-Bretagne                           | 44217      | CC d'Erdre et Gesvres | 54,68            | 6 633 (2022)                      | 121                | modifier les données · modifier les données |
| Canton de la Chapelle-sur-Erdre               | 4405       |                       | 257,16           | 55 749 (2022)                     | 217                | modifier les données                        |

## Démographie

### Démographie avant 2015
| 1962  | 1968  | 1975   | 1982   | 1990   | 1999   | 2006   | 2011   | 2012   |
| ----- | ----- | ------ | ------ | ------ | ------ | ------ | ------ | ------ |
| 7 172 | 7 582 | 12 178 | 22 173 | 26 611 | 31 757 | 34 254 | 36 841 | 37 474 |

### Démographie depuis 2015
En 2022, le canton comptait 55 749 habitants, en évolution de +10,07 % par rapport à 2016 (Loire-Atlantique : +6,68 %, France hors Mayotte : +2,11 %).
| 2013   | 2018   | 2022   |
| ------ | ------ | ------ |
| 47 736 | 51 998 | 55 749 |